# ОФК Михајловац
ОФК Михајловац је српски фудбалски клуб из Михајловца, град Смедерево. Тренутно се такмичи у Српској лиги Запад, трећем такмичарском нивоу српског фудбала.

## Историја
Клуб је основан 1934. године као ФК Сељак. Клуб у сезони 2009/10. заузима 2. место у Зони Дунав, 2010/11. заузима 7. место, а у сезони 2011/12. заузима 1. место и сели се у виши ранг. У првој сезони у вишем рангу клуб заузима 7. место, а у сезони 2013/14. 9. место. Боје клуба су плава и бела. 
Место у српсколигашком такмичењу за сезону 2014/15. заузела је екипа Смедерева, која се такмичила под именом Семендрија 1924. Такво померање проуроковало је и промену ФК Сељак. Клуб је заузео место Борца из Раље у Зони Дунав, где је у истој такмичарској сезони утакмице одигравао као ФК Михајловац 1934.
Услед доказаног учешћа у намештању утакмице 24.кола Српске лиге Запад одиграног 29. априла 2017. године, на крају сезоне је одлучено да клубови Смедерево 1924 и Михајловац 1934 буду избачени из лиге у Подунавску окружну лигу, два лигашка нивоа ниже у односу на Српску лигу Запад. Након жалбе одлучено је да се Смедерево и следеће сезоне такмичи у Српској лиги, док је одлука да Михајловац буде избачен у Подунавску окружну лигу остала на снази. Током зимске паузе у сезони 2017/18, Михајловац 1934 своје место заменио је са Пролетером из Вранова, чланом Српске лиге Запад, те је у наставку сезоне наступао под називом Пролетер Михајловац. Обе екипе су, тако, као домаћини наступале на стадиону у Вранову.
Након три сезоне у Српској лиги Запад, испали су у Подунавско-шумадијску зону. На почетку сезоне 2020/21. променили су име у ОФК Михајловац. У 3. колу састали су се Михајловац и Поморавље из Влашког Дола. Михајловац је победио са 3:2, али су службена лица посумњала у регуларност те је на основу њихове пријаве дисциплински судија такмичења одлучио да обе екипе казни одузимањем по девет бодова. На крају сезоне Михајловац је заузео 2. место са шест бодова мање од РСК Раброва.

### Имена клуба кроз историју
| Година     | Клуб               |
| ---------- | ------------------ |
| 1934—2014. | ФК Сељак           |
| 2014—2017. | ФК Михајловац 1934 |
| 2018—2020. | ФК Пролетер        |
| 2020—      | ОФК Михајловац     |

## Грб кроз историју
|            |          |
| 1934–1984. | од 1984. |

## Резултати клуба у последњим годинама
| Сезона   | Ранг | Лига                       | Позиција | ОУ | ПБ | Н  | ПР | ДГ  | ПГ | ГР   | Бод | Куп                  | Напомене | Клуб                   |
| -------- | ---- | -------------------------- | -------- | -- | -- | -- | -- | --- | -- | ---- | --- | -------------------- | --- | ---------------------- |
| 2009/10. | 4    | Зона Дунав                 | 2.       | 30 | 22 | 6  | 2  | 70  | 26 | +44  | 72  | Није се квалификовао | — | ФК Сељак               |
| 2010/11. | 4    | Зона Дунав                 | 7.       | 30 | 12 | 6  | 12 | 47  | 35 | +12  | 42  | Није се квалификовао | — | ФК Сељак               |
| 2011/12. | 4    | Зона Дунав                 | 1.       | 30 | 24 | 4  | 2  | 79  | 25 | +54  | 76  | Није се квалификовао | Пласирао се у виши ранг | ФК Сељак               |
| 2012/13. | 3    | Српска лига Запад          | 7.       | 30 | 9  | 11 | 10 | 45  | 52 | −7   | 38  | Није се квалификовао | — | ФК Сељак               |
| 2013/14. | 3    | Српска лига Запад          | 9.       | 30 | 9  | 10 | 11 | 33  | 38 | −5   | 38  | Није се квалификовао | — | ФК Сељак               |
| 2014/15. | 4    | Зона Дунав                 | 1.       | 30 | 24 | 4  | 6  | 72  | 34 | +38  | 64  | Није се квалификовао | Клуб је после дугих преговора српсколигашко место уступио ФК Смедереву који ће играти под новим именом ФК Семендрија 1924 Пласирао се у виши ранг | ФК Михајловац 1934     |
| 2015/16. | 3    | Српска лига Запад          | 6.       | 30 | 12 | 6  | 12 | 40  | 41 | −1   | 42  | Није се квалификовао | — | ФК Михајловац 1934     |
| 2016/17  | 3    | Српска лига Запад          | 14.      | 30 | 7  | 10 | 13 | 33  | 51 | −18  | 31  | Није се квалификовао | — | ФК Михајловац 1934     |
| 2017/18  | 3    | Српска лига Запад          | 12.      | 34 | 11 | 7  | 16 | 33  | 43 | −10  | 40  | Није се квалификовао | — | ФК Пролетер Михајловац |
| 2018/19  | 3    | Српска лига Запад          | 13.      | 30 | 7  | 9  | 14 | 27  | 47 | −20  | 30  | Није се квалификовао | — | ФК Пролетер Михајловац |
| 2019/20  | 3    | Српска лига Запад          | 13.      | 19 | 5  | 3  | 11 | 23  | 32 | −9   | 18  | Није се квалификовао | Испао у нижи ранг | ФК Пролетер Михајловац |
| 2020/21. | 4    | Подунавско-шумадијска зона | 2.       | 30 | 12 | 6  | 12 | 47  | 35 | +12  | 42  | Није се квалификовао | — | ОФК Михајловац         |
| 2021/22. | 4    | Подунавско-шумадијска зона | 1.       | 30 | 26 | 2  | 2  | 124 | 20 | +104 | 80  | Није се квалификовао | — | ОФК Михајловац         |
| 2022/23  | 3    | Српска лига Запад          | 9.       | 30 | 8  | 10 | 12 | 26  | 39 | −13  | 34  | Није се квалификовао | — | ОФК Михајловац         |

ОУ = Одигране утакмице; ПБ = Победе; Н = Нерешено; ПР = Порази; ДГ = Дати голови; ПГ = Примљени голови; ГР = Гол разлика; Бод. = Бодови